# Anthrax lurida
Anthrax lurida är en tvåvingeart som först beskrevs av Walker 1857.  Anthrax lurida ingår i släktet Anthrax och familjen svävflugor. Inga underarter finns listade i Catalogue of Life.